# Jaime Siles
Œuvres principales
Hymnes tardifs
Jaime Siles Ruiz, né le 16 avril 1951 à Valence, Espagne, est un poète, linguiste, latiniste, critique littéraire, traducteur et professeur des universités espagnol.

## Biographie
Siles commence en 1968 ses études universitaires de Philosophie et Lettres à Valence, qu'il poursuit deux ans plus tard à l'Université de Salamanque. Il obtient sa Licence et son Doctorat (1976) en Lettres classiques, dans les deux cas avec Prix extraordinaire. Sa thèse de doctorat, Léxico de las inscripciones ibéricas, est considérée la première entièrement consacrée à une langue préromaine, l'ibère. Ce travail suppose le début de nombreuses recherches concernant la langue ibère. 
En 1974 il était parti à l'Université de Tübingen pour élargir ses études avec une bourse de la Fondation Juan March, sous la direction d'Antonio Tovar, et il est chercheur à l'université de Cologne entre 1975 et 1976. Après le doctorat Siles travaille comme enseignant de Philologie latine, successivement, à Salamanque (1976-1980), à l'Université d'Alcalá de Henares (1980-1982), et obtient le poste de professeur des universités à l'Université de La Laguna (1983).
Cette même année 1983, Siles est nommé directeur de l'Institut espagnol de la Culture à Vienne et il est aussi attaché culturel de l'Ambassade d'Espagne en Autriche. Pendant les années 1983-1990 il enseigne dans plusieurs universités européennes, parmi lesquelles Salzbourg, Graz et Saint-Gall.
En 1990 il rentre en Espagne et obtient la chaire de Philologie latine à l'Université de Valence, où il enseigne depuis lors.

## Œuvre
Siles a été un poète précoce : à seulement 18 ans il publie son premier recueil, Génesis de la luz, avec épilogue de Guillermo Carnero. Depuis jeune il manifeste un grand intérêt pour les poètes de la Génération de 27, spécialement Lorca, Alberti et le prix Nobel Vicente Aleixandre. Avec ce dernier Siles entretient une abondante relation épistolaire.

### Poésie
- Génesis de la luz (1969)
- Biografía sola (1971)
- Canon (1973), prix Ocnos
- Alegoría (1977)
- Poesía 1969-1980 (1982)
- Música de agua (1983), prix de la Crítica
- Colvmnae (1987)
- Poemas al revés (1987)
- El gliptodonte y otras canciones para niños malos (1990)
- Semáforos, semáforos (1990), prix Loewe
- Poesía 1969-1990 (1992)
- Himnos tardíos (1999), prix Generación del 27
- Pasos en la nieve (2004)
- Colección de tapices (2008)
- Actos de habla (2009), prix Ciudad de Torrevieja
- Desnudos y acuarelas (2009), prix Tiflos
- Horas extra (2011)
- Cenotafio: antología poética, 1969-2009 (2011)
- Tardes de Salamanca (2014)
- Galería de rara antigüedad (2018)

### Œuvres traduites en français
- Genèse de la lumière ; Biographie seule ; Canon (1990)
- Musique d'eau ; et Columnae : poèmes (1996)
- Hymnes tardifs (2003)
- Sémaphores, sémaphores (2013). Presses Universitaires Blaise Pascal, 2013. Trad. d'Henry Gil

### Essais et autres études
- El barroco en la poesía española: conscienciación lingüística y tensión histórica (1975)
- Sobre un posible préstamo griego en ibérico (1976)[7]
- Diversificaciones (1982)
- Introducción a la lengua y literatura latinas (1983)
- Léxico de inscripciones ibéricas (1985)
- Mayans o El fracaso de la inteligencia (2000)
- Poesía y traducción: cuestiones de detalle (2005)
- Estados de conciencia: ensayos sobre poesía española contemporánea (2006)
- Bambalina y tramoya (2006), recueil d'articles de critique théâtrale
- Tramoya y bambalina (2008), recueil d'articles de critique théâtrale

## Prix et distinctions
- 1973 : Prix Ocnos
- 1983 : Prix de la Crítica
- 1989 : Prix international Loewe de poésie[8]
- 1999 : Prix international Generación del 27
- 2014 : Docteur Honoris Causa de l'université Blaise-Pascal, Clermont-Ferrand[9]
- 2018 : Prix de poésie Jaime Gil de Biedma[10]